# كهف داملاتاش
داملاتاش (بالتركية: Damlataş Mağarası)‏ هو كهف، يقع في منطقة ألانيا بمقاطعة أنطاليا في جنوب تركيا.